# ماتسارینو
ماتسارینو (به ایتالیایی: Mazzarino) یک کومونه در ایتالیا است که در استان کالتانیستا واقع شده‌است.

## خصوصیات
ماتسارینو ۲۹۳ کیلومترمربع مساحت و ۱۲٬۲۳۱ نفر جمعیت دارد و ۵۵۳ متر بالاتر از سطح دریا واقع شده‌است.